# Alexander Nevskijs kapell, Kolomjagi
Alexander Nevskijs kapell (ryska: Часовня Александра Невского; translitteration: Chasovnja Aleksandra Nevskogo) är ett ryskt-ortodoxt kapell beläget på en kulle, i det historiska distriktet Kolomjagi i staden Sankt Petersburg, i västra Ryssland.
Kapellet är helgat åt det ryska helgonet Alexander Nevskij och tillhör Sankt Petersburgs stift i den Rysk-ortodoxa kyrkan.

## Historik
Alexander Nevskijs kapell i Kolomjagi byggdes år 1885 enligt ritningar av arkitekt F. F. von Pirwitz. Andra källor uppger dock att kapellet ska ha invigts den 30 augusti 1883.
Under sovjettiden förföll kapellet. Detta ledde till att det fick genomgå restaureringar 1989 och fick återinvigas 1990, ett år innan Sovjetunionen upplöstes.

## Exteriör
- På kapellets södra sida finns en mosaik som föreställer kapellets patron, Alexander Nevskij.[1]
- Ovanför ingången finns också en mandylionmosaik (se bilden nedanför).

## Bilder

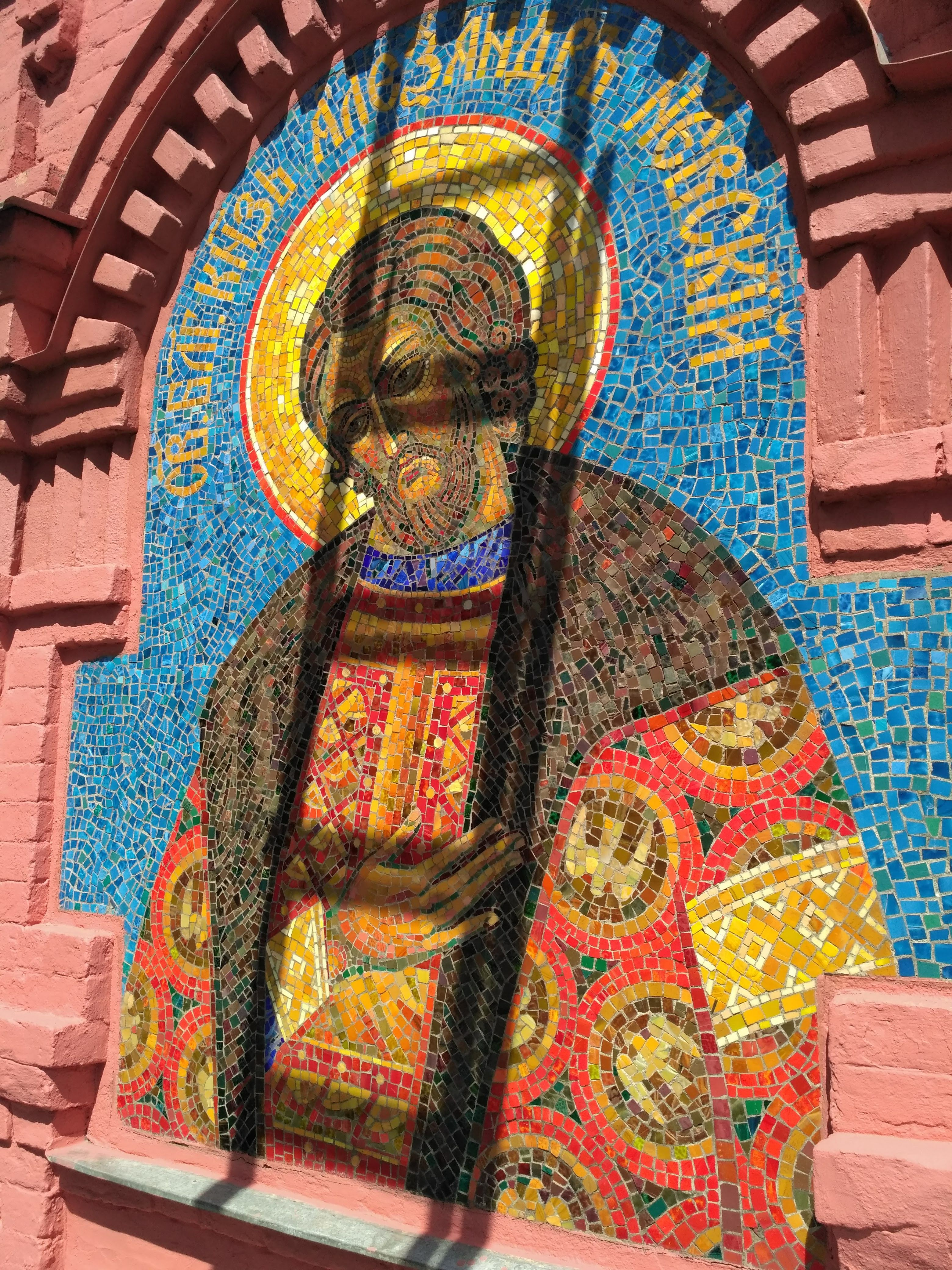
Mosaiken som föreställer Alexander Nevskij.
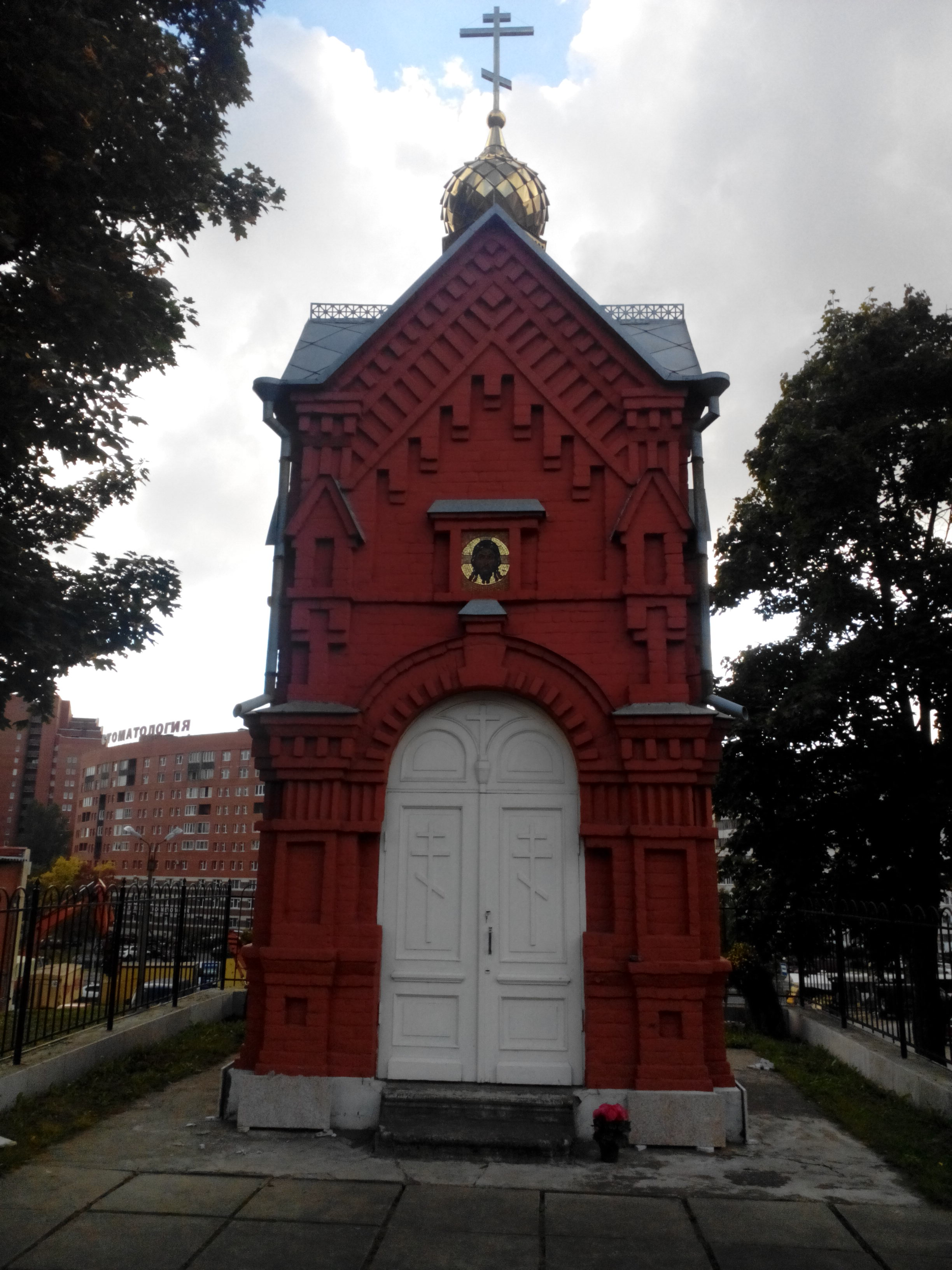
Kapellets entré med mandylionmosaiken ovanför dörrarna.